# Субкультура замшевих голів

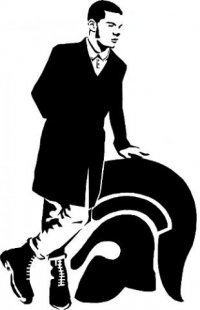

Субкультура замшевих голів (англ. suedeheads, от suede — замша та head — голова) була відгалуженням субкультури скінхедів на початку 1970-х у Сполученому Королівстві та Ірландії. Незважаючи на схожість зі скінхедами 1960-х років, замшеві відрощували волосся довше й одягалися більш офіційно. Хоча робочий клас часто любив скінхедів, деякі з них працювали з білими комірцями. Жіноча замша була своєрідна.
Замшевоголові норвежці носили броги, лофери або плетені черевики замість важких чобіт. Також вони носили костюми (особливо з візерунками, такі як Принц Уельський і гусяча лапка) та інші нарядні вбрання як повсякденний одяг, а не просто в танцювальних залах. Поширеними стали пальто та дублянки в стилі кромбі. Більшість лондонських замшевих голів носили шовкову хустку в нагрудній кишені свого Кромбі, який також мав круглу шпильку для краватки через Кромбі та хустку. Сорочки часто мали великі коміри на ґудзиках, як правило, загострені або заокруглені, які називаються комірами-метеликами. Верхні сорочки були Ben Shermans зі складкою на спині та верхньою петлею. На початку найпоширенішим стилем була велика віконна клітка, яку носили під безрукавкою (відомий як светр-жилет у Північній Америці). У розпал епохи сорочки змінилися на приглушені пастельні відтінки, а колір регулювався днем тижня. Штани Ста-Прест стали носити більше, ніж джинси, що було звично для скінхедів. Хоча найпопулярнішою формою штанів були 2Tone Tonic, які змінювали колір під час руху. Найпоширенішими базовими кольорами були синій та зелений, а вторинними кольорами були червоний, жовтий та золотий. Іншою характеристикою були кольорові шкарпетки — наприклад, суцільні червоні чи сині — замість звичайних чорних, чи білих. 
Замшеголові поділяли інтерес скінхедів до рокстеді, реггі, соулу, R&B, фанку та ска, але деякі замші також слухали британські глем-рок-групи, такі як Sweet, Slade і Mott the Hoople.   Наприкінці 70-х більшість замшевоголових уважно стежили за такими групами, як The Beat та іншими виконавцями лейблу 2Tone .
Замшеголові були зображені в лондонському фільмі « Бронко -Бик» і романі Річарда Аллена «Замшеголова».    Шотландський еквівалент бутбоя 1970-х років, відомий як Недс, показаний у фільмі 2011 року режисера Пітера Муллана .  Наприкінці 1970-х років, після відродження скінхедів у 1977 році, розвинулося відродження замшевих голів. Воно виникло з невеликою кількістю людей, таких як Хокстон Том Маккорт, який також долучився до відродження мод в кінці 1970-х років. У 1988 році Морріссі випустив сингл під назвою " Suedehead ", хоча тексти пісень, схоже, не мають нічого спільного з субкультурою замші.
На початку, до середини 1970-х багато замшеголових також володіли скутерами Lambretta, і відбулося своєрідне відродження міні-мод. Це був кросовер-рух, заснований на стилі, музиці, одязі і був найбільш поширеним серед підлітків робітничого класу, які живуть у великих міських агломераціях.

## Виноски
1. ↑  Britain: The Skinheads. Time. 8 червня 1970. Архів оригіналу за 30 вересня 2007. Процитовано 24 травня 2010. [Архівовано 2013-05-21 у Wayback Machine.]
2. 1 2 3 4  de Konigh, Michael (2004). Suedehead Reggae Box Set liner notes. London: Trojan Records. TJETD003.
3. 1 2  Morrissey Gets It Off His Chest
4. ↑  Bronco Bullfrog @ Nostalgia Central. Архів оригіналу за 7 серпня 2011. Процитовано 22 березня 2022. [Архівовано 2011-08-07 у Wayback Machine.]
5. ↑  Suedehead
6. ↑  IMDB

## Зовнішні посилання
- filmnoirbuff.com
- Шкіри, замша і стиль з вулиці 1967–1973